# Гилер, Франьо
Франьо Гилер (сербохорв. Franjo Giler / Фрањо Гилер; 1 сентября 1907, Сремска-Митровица — 20 декабря 1943, Вршац) — югославский футболист, игравший на позиции полузащитника.

## Биография

### Клубная карьера
По происхождению хорватский фольксдойче, уроженец Сремской-Митровицы (ныне Воеводина, Сербия). Сын мясника Матии Гилера. Окончил начальную школу и шесть классов гимназии, футболом увлёкся в возрасте 15 лет. Начинал свою игровую карьеру в клубе «Граджянски» из Сремской-Митровицы, в 1925 году перешёл в «Граджянски» из Загреба, с которым выиграл чемпионат Югославии 1926 и 1928 годов. В 1931 году он перешёл в «Югославию», где играл до 1935 года. Карьеру завершал в клубе «Чукарички». Гилер считается одним из лучших левых вингеров Югославии межвоенных лет.

### Карьера в сборной
За сборную Югославии сыграл 13 раз и забил 3 гола, также провёл 3 матча за вторую сборную с 1927 по 1928 годы, 3 матча за сборную Белграда и 7 матчей за сборную Загреба. Гилер значиля в заявке сборной Югославии на Олимпиаду 1928 года в Амстердаме, его сборная сыграла всего один матч на турнире, проиграв Португалии 2:1. В мае 1929 года в матче против Франции Гилер получил серьёзное повреждение колена, и в 1931 году ему в Вене провели операцию на мениске. Тем самым Гилер стал первым югославским игроком, которому сделали подобную операцию.

### После игровой карьеры
Франьо Гилер после завершения карьеры игрока обучался тренерскому делу и вместе с Браниславом Секуличем стал первым квалифицированным тренером в Белграде.
Гилера насильно пытались завербовать в вермахт как хорватского фольксдойче (или хорвата немецкого происхождения). Он решил дезертировать и сбежал к югославским партизанам в Среме, однако был пойман гестапо и 20 декабря 1943 года по приговору военного трибунала расстрелян во Вршаце.